# Sinclair (geslacht)

Wapen van de clan Sinclair.

Wapen van de graven van Caithness

Sinclair of Clan Sinclair is een Schotse Hooglandse adellijke-clan van Normandische oorsprong die stukken land bezit of bezat in het noorden van Schotland, zoals Caithness, de Orkneyeilanden en zuidelijker wat land in de provincie Lothian die ze van oorsprong hadden verkregen van de Schotse Koningen. De hoofdmannen van de clan waren eerst bekend als baron van Roslin en later als graaf van Orkney en weer later als graaf van Caithness.

## Geschiedenis

### Oorsprong
De Sinclairs zijn van oorsprong een adellijke familie die afkomstig was uit Normandië, Frankrijk. Ze kwamen eerst naar Engeland (dit voordat ze naar Schotland kwamen) met Willem de Veroveraar gedurende de invasie van Engeland in 1066. Hun naam was van origine Sint-Clair wat een plaatsnaam was. Richard van Sint-Clair en Brittel van Sint-Clair worden beiden genoemd in het Domesday Book. Willem van Sint-Clair escorteerde Margaretha van Schotland (ca. 1045-1093), dochter van Eduard Ætheling naar Schotland in 1068, waar ze uiteindelijk trouwde met Malcolm III van Schotland. In ruil voor zijn inspanningen, vergaf de Koning hem de titel en gronden van de Baronie van Roslin, Schotland.
Hoofdman Hendrik Sinclair, 2de Baron van Roslin (1060-1110) leidde een succesvolle aanval op Engeland tijdens de Slag bij Alnwick (1093). Een van de eerste vermeldingen van de Sinclairs in Schotland werden gedaan rondom hoofdman Hendrik Sinclair, 3de Baron van Roslin, die een charter ondertekende omtrent het verkrijgen van landerijen in Herdmanston in Haddingtonshire in 1160.

### Schotse-Noorse Oorlog
De Slag bij Largs vond plaats in 1263, hoofdman Hendrik Sinclair, 5de Baron van Roslin (1190-1270) leidde een compagnie soldaten van Koning Alexander III van Schotland om de laatste invasie van de Noren af te slaan. Vandaag de dag markeren een aantal plekken de slag nog. Elk jaar in september vindt er een Vikingfestival plaats om het voorval te vieren.
De Slag bij Lewes vond plaats in 1264, Simon van Montfort, 6de graaf van Leicester had grote invloed op de baronnen en bisschoppen verkregen en zij tekenden met elkaar een verklaring om meer macht te verkrijgen voor de lagere adel, deze heette de provisies van Oxford. Koning Hendrik III van Engeland was hier fel op tegen en een burgeroorlog brak uit. De rebelse baronnen wonnen en namen de Koning gevangen. Na jaren van conflicten werd de kroon weer teruggegeven aan zijn zoon Eduard. Koning Alexander III van Schotland had zijn vazal Willem Sinclair naar de Koning van Engeland gestuurd om hem bij te staan in een bloedige gewonnen veldslag, Sinclair wist veilig terug te komen van deze slag.

### Oorlog van Schotse onafhankelijkheid
Bij de Slag bij Dunbar (1296), werd Willem Sinclair van Roslin gevangengenomen en overleed later, waarschijnlijk in de Tower van Londen. Hendrik zijn zoon werd ook gevangengenomen en werd later gezonden naar Sint Briavels Castle. De Slag bij Roslin vond plaats in 1303, Schotten onder Hendrik Sinclair, Jan Comyn, Heer van Badennoch, versloegen een Engels leger bij Roslin Glen in twee of mogelijk drie korte aanvallen. De Slag bij Loudon Hill vond plaats in 1307 toen de Schotten onder Hendrik Sinclair de Engelse versloegen. De Slag bij Bannockburn vond plaats in 1314, waar de Sinclair Clan in de linies van Robert de Bruce mee vochten. Na deze slag zou Robert de Bruce zijn zwaard aan Willem Sinclair hebben gegeven. De Slag bij Donibristle vond plaats in 1317, Willem Sinclair, bisschop van Dunkeld, stuurde een Schotse leger om een Engelse verkenningsleger te verslaan in Fife.
Willem Sinclair, erfopvolger van Hendrik, was samen met zijn broer Jan aanwezig bij de Slag bij Teba (1330), ze behoorden daar tot de Schotten die er waren gesneuveld. Ze hadden eigenlijk de opdracht om het hart van Robert the Bruce naar het Heilige land te brengen. Beiden werden later begraven in de Roslin kapel.
De Slag bij Neville's Cross vond plaats in 1346. heer Jan Sinclair van Herdmanston werd gevangengenomen na de slag. In 1379 claimde Hendrik Sinclair de graafschap Orkney op, dit via rechten van zijn moeder op het graafschap, hij verkreeg het dan ook van Koning Haakon VI van Noorwegen. Hendrik Sinclair werd ook admiraal van Schotland. De familie verkreeg de titel van Graven van Orkney en in 1455 verkregen ze ook landerijen in Caithness. Het graafschap Orkneyeilanden werd later ingevorderd door Koning Jacobus III van Schotland.

### 16e eeuw en Anglo-Schotse Oorlog
Bij de Slag bij Flodden Field in 1513, gedurende de Anglo-Schotse Oorlog. Was Willem Sinclair, 2de graaf van Caithness een van de adel die vocht voor Jacobus IV van Schotland. Daarvoor zat hij nog in zijn parlement, tijdens een van de veldslagen observeerde Koning James zijn onderdaan Willem, die zijn mannen in gevecht aanvoerde, het viel hem op dat zijn soldaten in groenen gewaden vochten. De Koning vroeg er informatie over en er werd hem verteld dat de manschappen uit Caithness kwamen. Na deze constatering overleed Willem in gevecht de volgende dag, waarna het graafschap overging op zijn zoon Jan. Willem, 2de graaf van Caithness hielp de rechtervleugel van het Schotse leger de linkervleugel van de Engelse te verslaan, daarna ging hij terug om andere Schotse medestanders te helpen, echter werd hij omgebracht. Er waren circa 300 verliezen te tellen uit de compagnie van de Sinclairs, waaronder George Sinclair van Keiss, Hendrik 3de heer van Sinclair, Jan Sinclair van Herdmanston en ook de bisschop van Caithness en koning Jacobus IV van Schotland.
Jan Sinclair, 3de graaf van Caithness (1490-1529) overleed bij de Slag bij Somersdale/Summerdale in mei 1529. Hij leidde 500 manschappen om Jacobus Sinclair te helpen om Orkney te verdedigen. Hij werd opgevolgd door zijn zoon George Sinclair 4de graaf van Caithness. Willem 4de heer van Sinclair werd gevangengenomen tijdens de slag bij Solway Moss in 1552, deze slag werd geleid door Oliver Sinclair van Pitcairns, ze werden verslagen en Olivier werd gevangengenomen door de Engelse, hij overleed in 1560.
In 1568 hielp Hendrik, 3de Heer van Sinclair zijn koningin Maria I van Schotland ontsnappen uit Lochleven Castle. In 1570 verbrande Jan Sinclair, meester van Caithness, zoon van George Sinclair, 4de graaf van Caithness de plaatselijke kathedraal, dit omdat de rivaliserende Clan Murray hun toevlucht hadden genomen in de stallen van het godshuis. Jan werd later gevangengezet door zijn vader op kasteel Sinclair Girnigoe tot in 1577.
De Slag bij Dail-Riabach vond plaats in 1576, hierbij waren Clan Mackay en Clan Sinclair betrokken. De Slag bij Allt Camhna vond plaats in 1586, met aanwezig Clan Sinclair, Clan Mackay en Clan Gunn.
In 1588 doorstond kasteel Sinclair Girnigoe een beleg door de graaf van Sutherland. In 1590 viel George Sinclair, 5de graaf Sutherland binnen, wat resulteerde in de Slag bij Clynetradwell. Op 3 april 1592 gaf George Sinclair, 5de graaf van Caihness enkele stukken gronden terug aan de Koning van Schotland om zijn zoon te laten ridderen, op 11 december dat jaar werd zijn zoon Willem Sinclair van Mey dan ook verheven tot ridder door Jacobus VI van Schotland.

### 17de eeuw en Burgeroorlog

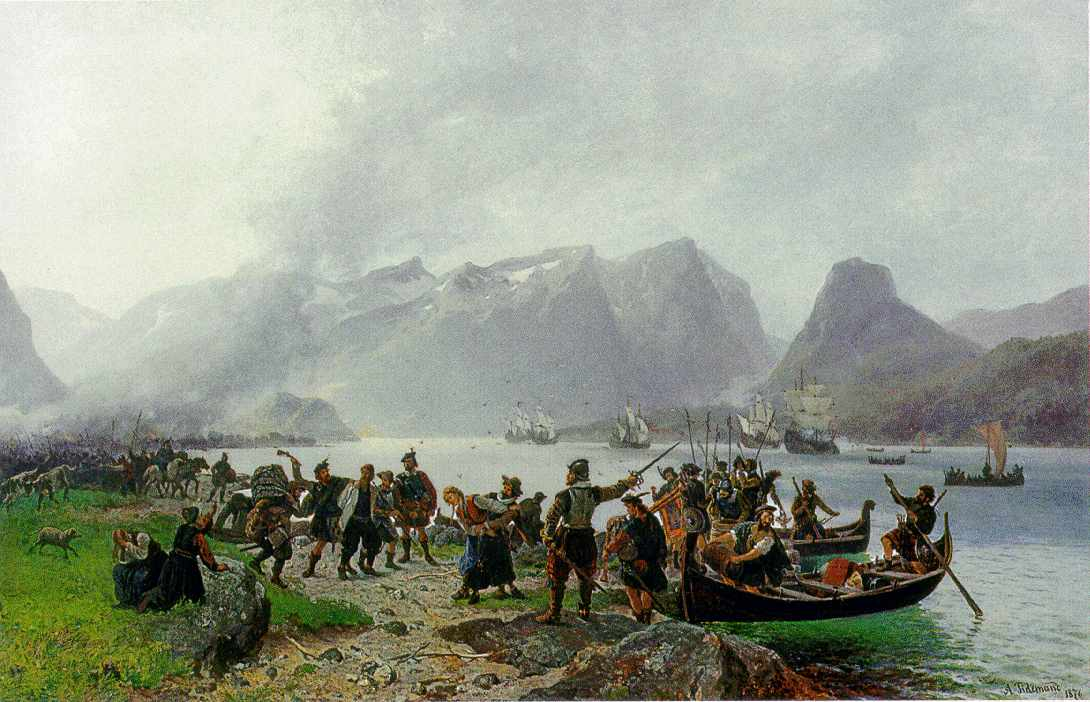
De Sinclairs in Noorwegen.

Op 21 oktober 1601 overleed Hendrik, 5de heer van Sinclair en werd opgevolgd door zijn kleinzoon Hendrik. In 1606 werd George, 5de graaf van Caithness door een besluit van het parlement toegestaan om de naam van zijn kasteel van Girngoe Castle te veranderen naar Sinclair Castle.
De Slag bij Kringen vond plaats in 1612, bij Otta, Noorwegen, George Sinclair werd omgebracht met de meesten van zijn mannen tijdens een hinderlaag. In 1614 overleed Hendrik Sinclair van Wadsetter (1570-1614) tijdens het beleg van kasteel Kirkwall. Hij raakte verlamd en overleed gedurende de nacht. Kirkwall Castle was op Orkney een waterburcht gebouwd door Prins Hendrik in 1390.
In 1635 nam een Sinclair-lid deel aan de Dertigjarige Oorlog voor Zweden. Zijn familie maakte vanaf 1680 deel uit van de Zweedse adel, baronnen in 1766 en graven in 1771. De laatste graaf overleed in 1919, zijn dochter overleed in 1973. Zij huwde met een man uit de Fahnehielm familie, die van adel waren geworden in 1647. De laatste mannelijke Fahnehielm overleed in 1998, maar liet nog drie zussen achter. Twee andere Clan Sinclair-leden werden ook Zweedse officieren en werden ook later van adel, maar hun families overleden veel eerder. Majoor Malcolm Sinclair werd op een diplomatieke missie gestuurd in 1739 en werd door huurlingen vermoord, die in dienst waren van de Russische tsaritsa. Dit leidde deels een oorlog in tussen Zweden-Rusland (1741-43).
In 1650 werd James Graham (1e markgraaf van Montrose) verslagen bij de Slag bij Carbisdale. De Sinclairs steunde hem en Majoor Sinclair hielp hem te ontsnappen, echter werd hij verraden door de Clan MacLeod in Ardvreck Castle en later opgehangen en vermoord. Bij de Slag bij Dunbar in 1650 werd Willem Sinclair van Roslyn vermoord toen hij leiding gaf aan zijn Sinclair brigade. Hij werd de laatste ridder die begraven werd in volle wapen uitrusting in de kapel van Roslin. Kort daarna werd het kasteel van Roslin geplunderd door de mannen van Generaal Monck, maar de kapel werd gespaard, het werd echter gebruikt als stal voor de paarden. In 1651, tijdens de Slag bij Worchester, vochten de Sinclairs onder Jan, 9de heer Sinclair voor koning Karel II van Engeland. Jan Sinclair werd gevangengenomen door de strijdkrachten van Oliver Cromwell en in de Tower van Londen geplaatst, later verhuisde hij naar Windsor Castle totdat hij in 1660 bevrijd werd door generaal Monck.

### 18de eeuw en Jakobitische opstand

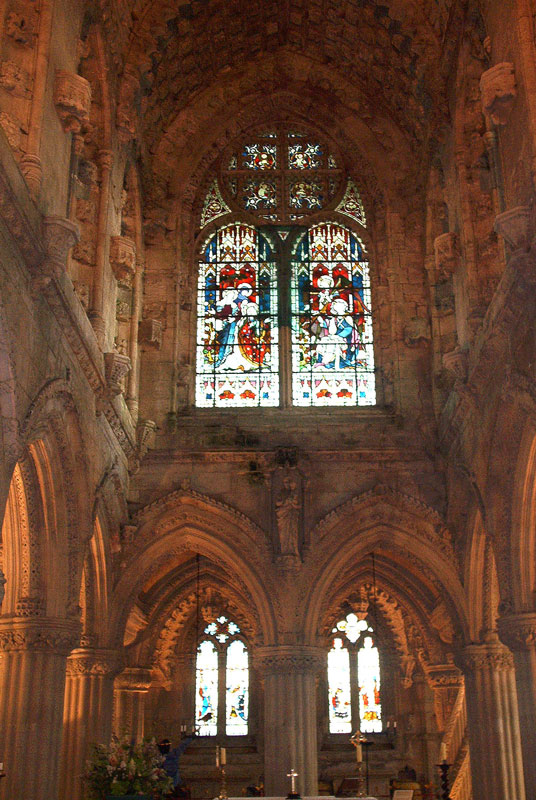
Interieur van het Roslin kapel.

Gedurende de Jakobitische opstand van 1715 steunden de Sinclairs de Jakobitische zaak, maar tegen de tijd van de Jakobitische opstand van 1745 steunden zij het Huis Hannover.
Tijdens de Jakobitische opstand van 1715 in 1708 doodde Jan Sinclair de kapitein Alexander Schaw en Ensign Schaw, hij werd verbannen naar Pruisen maar kreeg later een pardon regeling van Anna van Groot-Brittannië. In 1715 maakte Jan Sinclair een schip (vessel) buit met 420 manschappen aan boord die voor de graaf van Sutherland was bedoeld. In 1715 tijdens de Slag bij Sheriffmuir, vochten David Sinclair van Brabsterdorran en Jan Sinclair voor de Jakobieten, Jan vluchtte na de slag naar Orkney en daarvandaan naar Europa. Op 3 november 1733 werd Jan Sinclair van Murkle, dit was de jongere zoon van Jan, 8ste graaf, die de nieuwe creatie kreeg van Murkle. In 1736 begon Jan Sinclair, voor het eerst, met de open ramen van de Roslyn kapel te beglazen, legde nieuwe vlagstenen op de vloer en repareerde het dak.
Tijdens de Jakobitische opstand van 1745 op 4 juni dat jaar, werd Jacobus Sinclair benoemd tot luitenant-generaal samen met de koninklijke Schotse garde aangewezen om het Commando te voeren over de Britse troepen in Vlaanderen. Op 16 april 1746 tijdens de Slag bij Culloden voerde Jacobus Sinclair bevel over de Schotse garde alsook de Britse troepen tegen de opstandige Jakobieten, ongeveer 500 Caithness Sinclair troepen stonden klaar om de Jakobitische zaak te helpen maar besloten echter hun hoofdman Jacobus Sinclair te steunen.

## Bekende telgen
- Hendrik I Sinclair (1345-1400) ontdekkingsreiziger en stamvader van de Sinclairs.
- Hendrik II Sinclair (1375-1422)
- William Sinclair, 1ste graaf van Caithness, bouwer van de Rosslyn Chapel.